# Arp 187
Arp 187 es una radiogalaxia y remanente de fusión ubicada en la constelación de Erídano. Se trata de un par de galaxias en interacción (MCG-02-13-040). Está incluida en el Atlas de Galaxias Peculiares en la categoría de galaxias con filamentos estrechos.
La galaxia presenta dos radiolóbulos prominentes; sin embargo, la emisión de su AGN en rayos X es baja, al igual que la emisión térmica del toro del AGN, observada en infrarrojo, lo que sugiere que se ha extinguido. La detección de una región de línea estrecha (con dimensiones de hasta 10 kpc) con emisión aún activa indica que el AGN permaneció activo hasta hace al menos 104-5 años. Se predice que en el núcleo de Arp 187 se encuentra un agujero negro supermasivo con una masa estimada de alrededor de 6.7 × 108 M☉. En 2019 se publicaron observaciones adicionales de un agujero negro supermasivo de este tipo con un AGN extinguido.